# Hylobates moloch

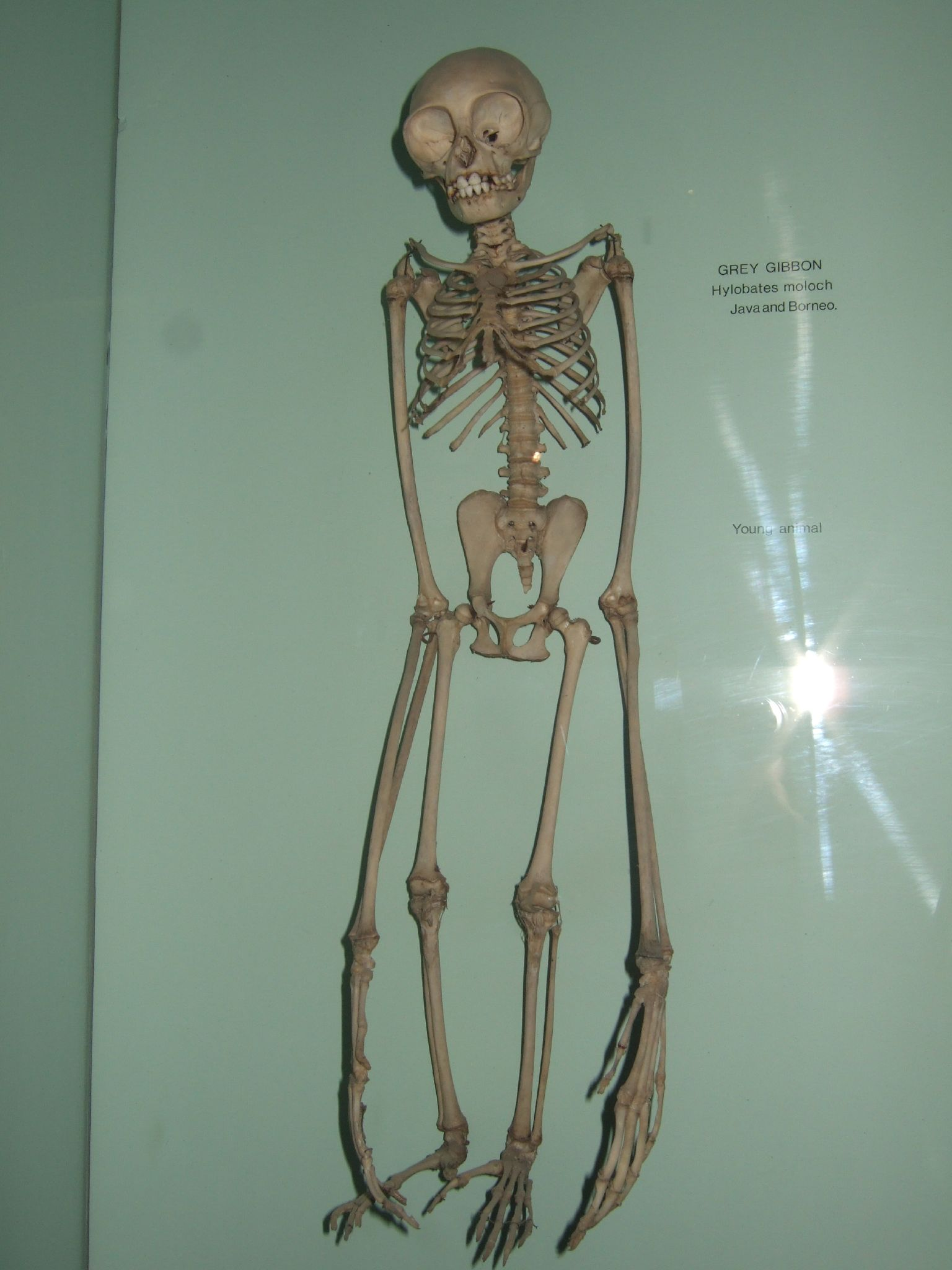
Esqueleto

El gibón plateado (Hylobates moloch) es una especie de primate hominoideo de la familia Hylobatidae. Es una de las especies de primate en peligro de extinción. Es endémico de Java, sus últimas poblaciones habitan unos escasos reductos en una de las islas más densamente pobladas por el hombre en todo el planeta.

## Subespecies
Se reconocen las siguientes subespecies:
- Hylobates moloch moloch
- Hylobates moloch pongoalsoni